# Wilhelm Kunze
Wilhelm Hermann Otto Kunze (* 15. November 1894 in Leipzig; † 20. August 1960 ebenda) war ein deutscher Generalmajor und Divisionskommandeur der Wehrmacht. Er hatte Kontakte zur Widerstandsgruppe vom 20. Juli 1944. Nach dem Krieg verbrachte er mehrere Jahre in sowjetischen Spezial- und Kriegsgefangenenlagern und wurde nach seiner Entlassung in die DDR dort Funktionär der National-Demokratischen Partei Deutschlands und Geheimer Informant für das Ministerium für Staatssicherheit. 1960 wurde er als Dissident zu einer Zuchthausstrafe verurteilt und verstarb wenig später in der Haft.

## Leben

### Ausbildung und Erster Weltkrieg
Kunzes Vorfahren lebten seit dem 17. Jahrhundert als Handwerker im Erzgebirge. Er wurde 1894 als Sohn eines promovierten Staatsanwalts am Reichsgericht in Leipzig geboren. Kunze besuchte von 1901 bis 1905 die 3. Höhere Bürgerschule und von 1906 bis 1912 die humanistische Thomasschule zu Leipzig. Sein Abitur legte er 1914 am Gymnasium in Zwickau ab, wo sein Vater zuletzt als Oberstaatsanwalt wirkte. Zu seinen Klassenkameraden in Leipzig gehörte der spätere Inspekteur der Bundesmarine Friedrich Ruge.
Nach der Schule wollte Kunze Berufsoffizier werden und bewarb sich bei der Sächsischen Armee. Am 12. März 1914 wurde er in der Prinz-Johann-Georg-Kaserne des 10. Infanterie-Regiments Nr. 134 zum Fahnenjunker ernannt. Bereits in den ersten Tagen freundete er sich mit dem Kameraden Dietrich von Choltitz an. Als weitere Bekanntschaft erwähnte er Leutnant Johannes Frießner. Beide wurden im Laufe des Zweiten Weltkriegs in den Generalsrang befördert.
Von August bis Oktober, inzwischen hatte der Erste Weltkrieg begonnen, war er im Rang eines Fähnrichs Zugführer im 8. Infanterie-Regiment Nr. 107. Danach wurde er zum Leutnant befördert. Er diente in Belgien, Frankreich und Russland. Im Oktober 1915 erlitt er schwere Kampfverletzungen. Von 1915 bis 1916 wurde er als Kompanieführer in Lothringen eingesetzt. Kunze kämpfte schließlich bei Verdun und der Somme. Von 1916 bis 1917 war er Bataillonsadjutant. 1917 war er am Aufbau der Polnischen Streitkräfte in Warschau beteiligt. Von 1917 bis 1918 war er Regimentsadjutant und nahm an der Dritten Flandernschlacht teil. Danach war er Ordonnanzoffizier bei Generalmajor Fritz von Loßberg. 1918 wurde er als Oberleutnant Bataillonsführer und erneut Regimentsadjutant. 1919 war er kurz Adjutant beim Grenzjäger-Bataillon. Danach fand eine Überführung in das Reichswehr-Infanterie-Regiment 38 statt. 1920 gruppierte sich die Einheit im 11. Infanterie-Regiment.

### Weimarer Republik und Zweiter Weltkrieg
Kunze wurde mit dem Zusammenbruch des Sächsischen Königreichs vom Dienst freigestellt. 1919 begann er ein Studium der Rechtswissenschaften und Nationalökonomie an der Universität Leipzig. 1921 verlobte er sich mit Hanne Froebel, einer Nachkommin des Pädagogen Friedrich Fröbel. Mit ihr hatte er einen Sohn. Sie zogen in den Stadtteil Leipzig-Gohlis. Nach Aufständen in Hamburg trat er wieder als Offizier in Erscheinung. 1920 wurde er Ordonnanzoffizier in Breslau und Adjutant auf einem Truppenübungsplatz in Falkenberg. Seit 1921 arbeitete er im Stab des 11. (Sächsisches) Infanterie-Regiments in der König-Albert-Kaserne in Leipzig. Von 1926 bis 1929 war er Regimentsadjutant. Zur selben Zeit als Wachoffizier in Berlin, schloss er Freundschaft mit dem Hauptmann Friedrich Olbricht.
Als Hauptmann war er von 1927 bis 1929 beim Regimentsstab tätig. Von 1929 bis 1934 war er Kompaniechef. 1934 wurde Kunze zum Major und 1937 zum Oberstleutnant befördert. Von 1934 bis 1938 stand er der Kriegsschule in Dresden vor. Von 1938 bis 1939 war er Kommandeur des II. Bataillons des Infanterie-Regiments 101. Von 1939 bis 1940 war er Kommandeur des Infanterie-Regiments 455. 1940 ernannte man ihn zum Oberst. Von 1940 bis 1942 führte er das Infanterie-Regiment 445 und von 1942 bis 1943 das Infanterie-Regiment 685. Vom 1. Juli bis 8. Dezember 1943 war er schließlich als Generalmajor Kommandeur der 336. Infanterie-Division. Während seiner Dienstzeit war die Einheit in Melitopol und auf der Krim eingesetzt.
Aufgrund von Diffamation wurde er ab 1942 von der Gestapo wegen angeblicher Wehrkraftzersetzung observiert. Es kam zur Anklage vor dem Kriegsgericht Leipzig und 1943 überraschend zum Freispruch. Im März 1944 war er bei Adolf Hitler in Berchtesgaden zur Aussprache. Der Diktator versprach Rehabilitation. Im Juni 1944 weihten ihn die Offiziere Friedrich Olbricht, Erwin Rommel, Erich Fellgiebel, Karl Sack und Albrecht Mertz von Quirnheim sowie der ehemalige Leipziger Oberbürgermeister Carl Friedrich Goerdeler in die Planungen vom 20. Juli 1944 ein. Goerdeler sah ihn für den Wehrkreis IV in Dresden vor. Er stimmte dem zu, beteiligte sich aber nicht aktiv am Umsturz. Auf Drängen Martin Bormanns und Heinrich Himmlers wurde er 1944 seiner Position enthoben. Eine anschließende Bewerbung beim Flick-Konzern scheiterte. Die letzten Kriegstage wurde er im Volkssturm eingesetzt, mit deren Truppe er sich 1945 freiwillig den Amerikanern ergab.

### Nachkriegszeit
Nach der Kapitulation setzte ihn die sowjetische Administration als Polizeichef und 2. Bürgermeister von Oschatz ein. Als Kommunalpolitiker gestaltete er nun die „antifaschistisch-demokratische Umwälzung“ in der SBZ und war auch an der Leitung des Oschatzer Krankenhauses beteiligt. Doch schon wenig später wurde er verhaftet. Im sowjetischen Speziallager Nr. 1 Mühlberg wurde er Aufseher in einem speziellen Arrestbunker. Von Mühlberg wurde er über Frankfurt (Oder) in die Sowjetunion deportiert und zum Kriegsgefangenen deklariert. Er verbrachte die Gefangenschaft in den Lagern Krasnogorsk bei Moskau, Woikowo bei Iwanowo, Minsk und Brest. Dort schrieb er für die Deutsche Kriegsgefangenen-Zeitung. 1949 verurteilte ihn ein Sowjetisches Militärtribunal zu insgesamt 25 Jahren Zwangsarbeit. Während der Haft besuchte er die Antifa-Zentralschule in Moskau.
1953 wurde er vorzeitig in die Deutsche Demokratische Republik entlassen. Er wurde wissenschaftlicher Mitarbeiter der Historischen Abteilung des Ministeriums des Innern der DDR und Lehrer für Taktik an der Militärakademie „Friedrich Engels“ in Dresden, wo auch die ehemaligen Wehrmacht-Offiziere Wilhelm Adam, Heinz-Bernhard Zorn und Bernhard Bechler unterrichteten. Außerdem war er Reitlehrer der Gesellschaft für Sport und Technik. Zu seinem Dresdner Bekanntenkreis gehörten Otto Korfes und Friedrich Paulus. Er wurde Mitglied der Blockpartei NDPD und betätigte sich in der Arbeitsgemeinschaft ehemaliger Offiziere.
Kunze ließ sich in den Machtapparat der SED einbinden und wurde unter den Decknamen GM Trocken Geheimer Informator (GI) des Ministeriums für Staatssicherheit. Allerdings lieferte er ungenügende Informationen und übte Kritik an der DDR. 1960 wurde er vom 1. Senat des Bezirksgerichts Leipzig unter dem Vorsitz Kurt Bacherts wegen Erfüllung des Tatbestandes „Staatsgefährdende Propaganda und Hetze“ (§ 19 StGB-DDR) zu einer Gefängnisstrafe von anderthalb Jahren verurteilt.
Er starb wenige Monate später an einem Krebsleiden im Haftkrankenhaus Leipzig-Kleinmeusdorf und wurde auf dem Südfriedhof beigesetzt.

## Auszeichnungen
- Ritterkreuz des Militär-St.-Heinrichs-Ordens am 10. November 1916
- Ritterkreuz II. Klasse des Sächsischen Verdienstordens mit Schwertern (1918)
- Deutsches Kreuz in Gold (1941)

## Werke
- Das Kgl. Sächs. 8. Infanterie-Regiment "Prinz Johann Georg" Nr. 107 : nach den amtlichen Kriegstagebüchern bearbeitet. Dresden 1921.[4]
- Stammtafel der Familie Kunze. Leipzig 1928.
- Stammtafel der Familie Fröbel. Taucha 1935.